# Herman Heinrich Weitkamp

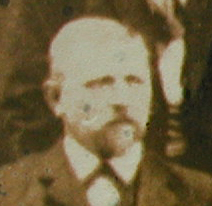
H.H.Weitkamp

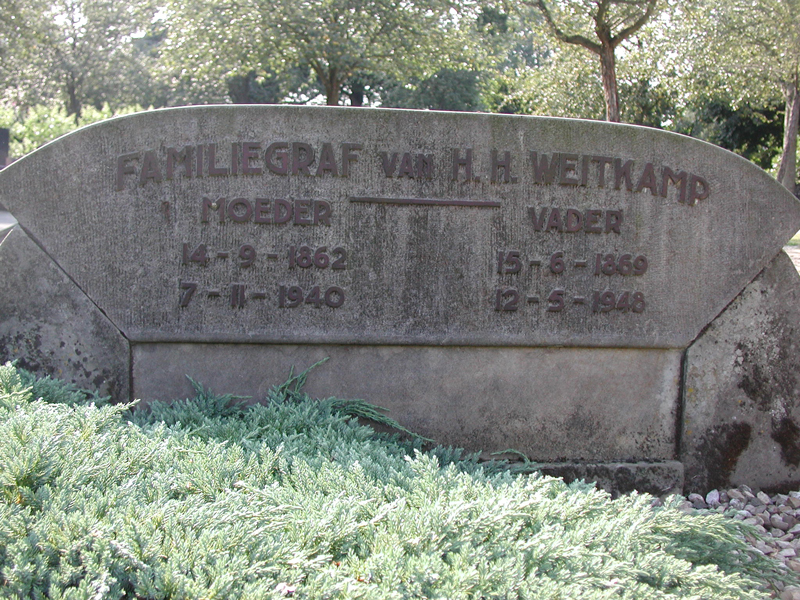
Grafsteen H.H.Weitkamp te Heemse

Herman Heinrich Weitkamp (Hardenberg, 15 juni 1869 – Heemse, 12 mei 1948) was een Nederlandse burgemeester van Ambt Hardenberg.

## Privéleven
Weitkamp werd geboren als oudste kind in een gezin van zes kinderen met als ouders Hermann Wilhelm Weitkamp uit Ladbergen (in Münsterland, Duitsland) en Willemina Muijderman uit Zwolle. Zijn broer Jan Weitkamp was van 1918 tot 1946 lid van de Tweede Kamer voor de Christelijk-Historische Unie (CHU). Hij trouwde in 1891 in Ambt Hardenberg (Heemse) met Hendrikje Bolks (1862-1940). Ze kregen twee zoons.

## Politiek
Sinds september 1907 was hij raadslid, wethouder, ambtenaar van de burgerlijke stand en lid van het college van zetters van Ambt Hardenberg. In februari 1913 werd hij benoemd tot burgemeester van Ambt Hardenberg. Bij koninklijke besluiten van 21 januari 1925 en 23 januari 1931 is Weitkamp herbenoemd als burgemeester. Bij Koninklijk Besluit van 13 maart 1936 werd Weitkamp op eigen verzoek eervol ontslagen als burgemeester van Ambt Hardenberg.